# AMG (rapper)
Jason Lewis (nascido em 29 de setembro de 1970, em Nova Iorque), é um rapper melhor conhecido pelo nome artístico de AMG. Posteriormente se mudou para o subúrbio de Los Angeles em Inglewood. Conhecido por sua letras sexualmente explícitas e mais notadamente por canções como "Bitch Betta Have My Money" e "Jiggable Pie". O grupo britânico de música electronica Hardknox sampleou "Bitch Betta Have My Money" em seu mais famoso single "Who's Money?", que originalmente foi sampleado por AMG da canção de Big Daddy Kane "Pimpin' Ain't Easy".; Ludacris também emprestou três linhas da letra para sua canção "Area Codes". No início de 2007, AMG gravou canções para o álbum do supergrupo "The Fixxers" juntamente com DJ Quik.
A dupla lançou um single pela Interscope Records cujo título é "Can U Werk Wit Dat". O álbum seria chamado Midnite Life e foi agendado para ser lançado no fim de 2007. Entretanto, em dezembro de 2007, um parceiro de negócios envolvido no projeto tentou ilegalmente vender piratas do álbum pela Internet, fazendo com que ele vazasse para o público em geral, fazendo com que o projeto fosse descartado.mDJ Quik confirmou os relatos em uma entrevista e ficou desapontado porque achou que seria a hora da AMG brilhar no centro das atenções novamente. A partir de 2008, os Fixxers não existem mais e passaram para outros projetos.

## Discografia

### Álbuns de estúdio
| Título                         | Lançamento | Pico | Pico |
| Título                         | Lançamento | US   |      |
| ------------------------------ | ---------- | ---- | ---- |
| Give a Dog a Bone              | 1991       | —    |      |
| Bitch Betta Have My Money      | 1991       | 63   |      |
| Ballin' Outta Control          | 1995       | 100  |      |
| Bitch Betta Have My Money 2001 | 2000       | —    |      |
| Rum & Coke                     | 2008       | —    |      |

### Coletâneas
- Greatest Humps Volume One (2002)[3]

### Singles
| Título                      | Lançamento | Pico   | Álbum                          |
| Título                      | Lançamento | US Rap | Álbum                          |
| --------------------------- | ---------- | ------ | ------------------------------ |
| "Bitch Betta Have My Money" | 1991       | 5      | Bitch Betta Have My Money      |
| "Jiggable Pie"              | 1991       | 11     | Bitch Betta Have My Money      |
| "Vertical Joyride"          | 1992       | —      | Bitch Betta Have My Money      |
| "I Wanna Be a Yo Ho"        | 1992       | —      | Bitch Betta Have My Money      |
| "Don't Be a 304"            | 1992       | —      | Trespass (trilha-sonora)       |
| "Butt Booty Naked"          | 1993       | —      | House Party 3 (trilha-sonora)  |
| "Around the World"          | 1995       | —      | Ballin' Outta Control          |
| "Pimp of the Century"       | 1995       | —      | Ballin' Outta Control          |
| "Pimp's Anthem"             | 1997       | —      | non-album single               |
| "Perfection"                | 2000       | —      | Bitch Betta Have My Money 2001 |
| "No"                        | 2003       | —      | Greatest Humps Volume 1        |
| "Somethin' Nasty"           | 2004       | —      | non-album single               |